# Robert O'Brien
Robert O'Brien (11 de abril de 1908 – 10 de fevereiro de 1987) foi um automobilista norte-americano que participou do Grande Prêmio da Bélgica de 1952 de Fórmula 1, Na prova, ele terminou-a em 14º lugar.